# Katarina Due-Boje
Pour les articles homonymes, voir Due.
Katarina Due-Boje, née le 16 avril 1958 à Halmstad, est une joueuse de squash professionnelle représentant la Suède. Elle est quatre fois championne de Suède entre 1976 et 1980.

## Biographie
En 1977, elle remporte le British Junior Open, championnat du monde officieux pour les juniors. En 1979, elle participe aux championnats du monde et s'incline au second tour.

## Palmarès

### Titres
- British Junior Open
- Championnats de Suède : 4 titres (1976, 1977, 1979, 1980)